# Gill Marcus
Pour les articles homonymes, voir Marcus.
Gill Marcus (née le 10 août 1949 à Johannesbourg en Afrique du Sud) est une femme politique, membre du Parti communiste sud-africain et du Congrès national africain, qui fut, de 2009 à 2014, le neuvième gouverneur de la banque centrale sud-africaine (South African Reserve Bank) et la première femme à occuper ce poste. 
Ancienne militante anti-apartheid issue de la communauté blanche, elle devint députée en 1994, fut ministre-adjointe des Finances (1996 à 1999) dans le Gouvernement de Nelson Mandela puis vice-gouverneur de la banque centrale sud-africaine (1999 à 2004) avant d'occuper des postes de direction chez Gold Fields et de présider le groupe bancaire ABSA.

## Biographie
Gill Marcus est née en 1949 à Johannesbourg, en Afrique du Sud,. Ses grands-parents sont des immigrants juifs de Lituanie. 
Ses deux parents, nés en Afrique du Sud, sont tous deux militants anti-apartheid et membres du Parti Communiste Sud-Africain (SACP). Ils s'exilent en 1969, avec Gill, ses deux sœurs et son frère. 
Après des études commerciales, elle complète sa formation par correspondance avec l'Université d'Afrique du Sud, en psychologie du travail et des organisations jusqu'en 1976. Elle a rejoint le parti communiste et le Congrès National Africain (ANC) en 1970 pour lequel elle travaille, notamment au Département de l'Information et de Publicité (DIP) situé à Londres, mais aussi, en parallèle, dans l'établissement de restauration de ses parents,.
Après vingt ans passés en exil, elle revient en Afrique du Sud en 1990, lorsque l'ANC est de nouveau autorisée. Elle intègre alors sur place le Département de l'Information de l'ANC et devient une des porte-paroles de l'organisation. 
Elle fait l'objet en 1991 d'une tentative d'assassinat.
En 1994, elle participe auprès de Nelson Mandela à la campagne électorale pour les premières élections nationales multi-raciales du pays, et est elle-même élue membre du Parlement,. Elle prend alors la présidence de la commission des finances du Parlement, chargé de superviser les budgets des gouvernements. Elle fait de cette commission un outil efficace de surveillance, mettant alors en place des groupes de travail spécialisés, sur des sujets tels que la fiscalité et la politique macroéconomique, les relations avec les provinces et le budget. Elle siège aussi au Comité des comptes publics et devient vice-présidente de la commission de vérification.
En 1996, elle est nommée ministre-adjointe des Finances dans le gouvernement d'unité nationale de Nelson Mandela et travaille alors dans de l'équipe de Trevor Manuel. En 1999, elle devient vice-gouverneur de la banque centrale sud-africaine, dirigée alors par Tito Mboweni. Elle occupe le poste pendant plus de cinq ans, puis, le 30 juin 2004, doit le quitter en raison d'une mésentente et d'un conflit latent avec Tito Mboweni,.
Elle occupe ensuite un poste de professeur à l'Institut Gordon des Sciences de l'Entreprise, sur le Leadership et les Études de genre, avant de se lancer en affaires, d'abord en tant que présidente des entreprises minières de Western Areas puis en tant que directrice non-exécutive de Gold Fields. 
En 2007, elle succède à Danie Cronjé en tant que présidente du groupe ABSA, l’une des quatre grandes banques commerciales du pays.
En juillet 2009, le Président Jacob Zuma la nomme à la banque centrale sud-africaine pour en prendre la direction en tant que gouverneur. Ce choix est salué par les économistes et syndicalistes,. Elle quitte ses fonctions à la fin de son mandat de cinq ans en novembre 2014, âgée de 65 ans.